# Variaties op een thema van Frank Bridge
Variaties op een thema van Frank Bridge is een compositie van Benjamin Britten. Het werk is geschreven op verzoek van Boyd Neel (die had een privéorkest), die iets moderns wilde spelen op de Salzburger Festspiele van 1937.

## Geschiedenis
Britten kwam als 12-jarig jongetje is aanraking met de muziek van Frank Bridge, maar ging (pas) bij hem studeren in 1927. In 1932 dacht Britten erover na een Thema en variaties te componeren op basis van een thema dat Bridge had gebruikt in zijn Drie idyllen voor strijkkwartet uit 1906. Maar zoals zo vaak strandde deze compositie in de hoeveelheid composities die Britten startte (en nooit afmaakte). De toenmalige versie van een set variaties voor piano, dat ook titelloos bleef. Die toen gelegde basis kwam Britten te pas toen Boyd Neel hem vroeg een werk te schrijven voor diens optreden op de Salzburger Festspiele. Van 5 juni tot 12 juli 1937 werkte Britten eraan en op 25 augustus 1937 stond het op de lessenaars van de musici. Britten had toen al meer dan 800 aanzetten tot een compositie verricht.

## Muziek
Britten maakt door middel van deze Thema en variaties een muzikaal portret van componist, vriend en (mede-)pacifist Bridge. Het thema uit de Drie idyllen wordt op diverse wijzen bewerkt en het gehele werk ademt ook de sfeer in van Bridge. Dat is niet verbazingwekkend; Britten was een leerling van Bridge, maar samen hadden ze ook een gemeenschappelijk muziekinstrument als uitvoerend musicus; de altviool. Beide kenden dus alle mogelijkheden (en onmogelijkheden) van de strijkinstrumenten; beide schreven dan ook graag voor strijkorkesten en -ensembles. In de finale (maar ook in de voorafgaande "Chant" zijn ook citaten van andere werken van Bridge te horen. Enter spring, De zee-suite, Pianotrio nr. 2, Zomer en wellicht Bridges bekendste lied There Is a Willow Grows Aslant a Brook komen voorbij. Trouwens voor liefhebbers van de Vijfde symfonie van Dmitri Sjostakovitsj zit er ook een herkenningspunt in de finale. Het begin van Symfonie nr. 5 is letterlijk terug te vinden. Sjostakovitsj en Britten waren vrienden "op afstand". Die vijfde werd geschreven tussen april en juli 1937, wellicht had Britten een pianoversie gehoord of anderszins.

### Delen
Het werk bevat de volgende delen
- Introductie en thema
- Variatie 1: Adagio (weergave Bridges integriteit)
- Variatie 2: March (weergave Bridges energie)
- Variatie 3: Romance (weergave Bridges charme)
- Variatie 4: Aria Italiana (weergave Bridges humor)
- Variatie 5: Bourrée classique (weergave Bridges gevoel voor traditie)
- Variatie 6: Wiener Waltzer (weergave Bridges enthousiasme)
- Variatie 7: Moto perpetuo (weergave Bridges vitaliteit)
- Variatie 8: Funeral March ((weergave Bridges sympathie)
- Variatie 9: Chant (weergave Bridges eerbied)
- Variatie 10: Fugue and Finale (weergave Bridges vaardigheid van componeren)

De karaktertrekjes stonden wel op het originele manuscript, maar verdwenen bij de druk. Het geheel ademt de sfeer in van vervlogen tijden. Britten was zelf onder de invloed van Gioacchino Rossini (opus 9 is Soirées musicales) en Bridge van Maurice Ravel en Igor Stravinsky, deze componisten zijn qua sfeer dan ook terug te vinden in dit werk.

### Première
De eerste uitvoering van het werk was te horen op Radio Hilversum op 25 augustus 1937, twee dagen voor de eerste publieke uitvoering tijdens genoemd festival. De Britse première kwam op 5 oktober dat jaar. Het beleefde weer een jaar later (7 september 1938) zijn Proms-première met Britten zelf als dirigent voor het BBC Symphony Orchestra, het zou tot 2012 nog zes keer terugkomen. Het werk vormde de doorbraak van Britten en werd snel opgepakt door andere componisten om er een arrangement van te maken. Colin McPhee, vriend van Britten maakte een balletversie voor Lew Christensens ballet Jinx in 1942. Hans van Manen maakte een ballet op de oorspronkelijke versie. Arthur Oldham, leerling van Britten maakte een versie voor symfonieorkest in 1949, die gebruikt werd in Frederick Ashtons ballet La rêve de Léonor. Ook Twyla Tharp gebruikte het werk voor een ballet. Hoeveel versies er ook verschenen, het origineel is nog steeds populair.

## Discografie
- Er zijn talloze opnamen van dit werk te koop, ook een versie waarbij Britten het English Chamber Orchestra dirigeert.